# Assyrie (province romaine)
Pour l’article homonyme, voir Assyrie.

L'Assyrie dans l'Empire romain vers 117 apr. J.-C.

Sous l'Empire romain, le terme d'Assyrie — comme le terme d'Assyriens — désigne, de manière assez floue parfois, une région géographique voisine du nord de la Mésopotamie et correspondant en partie à l'ancienne Assyrie historique. Ce n'est peut-être que fort brièvement (116-118) qu'une province romaine porta le nom d'Assyrie, sous Trajan, dont la délimitation est incertaine. Les villes les plus importantes étaient Hiaspis, Bezabde, Sisara, Nisibis, Thilsaphata, Singara, Ninive, Hatra et Ur.

## La province d'Assyrie créée parTrajan
La province romaine d'Assyrie était peut-être située dans le nord de l'Irak actuel. C'est le Breviarium de Rufius Festus qui mentionne la provincialisation par Trajan de « l'Arménie, de la Mésopotamie, de l'Assyrie et de l'Arabie ». Aucune source contemporaine de Trajan n'atteste cependant de la création de cette province, qui n'est mentionnée comme province que dans des sources tardives : son existence historique a donc été remise en cause (C.S. Lightfoot, 1980). Si Trajan a bien créé une province d'Assyrie, il ne put le faire que vers 115-116 et l'existence de cette province aurait été très brève, puisqu'à la mort de Trajan, en 117, son successeur Hadrien évacua les conquêtes orientales dont la conservation était de toute manière fort difficile en raison des grandes révoltes qui s'y étaient développées.
La localisation de cette possible province de Trajan est difficile et controversée. Dion Cassius (LXVIII, 26, 4) dans son récit du règne de Trajan assimile l'Assyrie à l'Adiabène. L'Adiabène était un royaume client de l'empire parthe. Occupant une ancienne région de l'Assyrie, il était organisé autour des villes de Ninive et Singara, et a peut-être aussi contrôlé Hatra au Ier siècle de notre ère. Il a cependant aussi été envisagé que la province d'Assyrie de Trajan désignait en fait la Babylonie.

## La région d'Adiabène et son intégration à l'empire romain

### Les campagnes deSeptime Sévère
À la fin du IIe et au début du IIIe siècle, Rome, l'Empire parthe, puis l'Empire sassanide et l'Arménie se disputaient cette région. À la suite des victoires des généraux romains lors de la guerre parthique de Lucius Verus, et notamment d'Avidius Cassius entre 164 et 166, Rome put étendre à nouveau son contrôle militaire en direction de ces régions, menant des opérations à Nisibe et réaffirmant son protectorat sur le royaume d'Édesse. Le royaume d'Adiabène restait cependant indépendant et tenta de reprendre le contrôle sur Nisibe au début des années 190. Septime Sévère lors de sa campagne orientale de 195 lui infligea de sévères défaites et pris le titre d'Adiabenicus, « vainqueur de l'Adiabène ». Le royaume d'Osroène, dont la capitale était Édesse et qui se trouvait à l'ouest de l'Adiabène, fut alors transformé en province, à l'exception de sa capitale Édesse. La seconde campagne de Sévère en Orient, en 197, renforça sans doute le contrôle romain dans la région même s'il échoua cependant à triompher d'Hatra.

### L'organisation provinciale dans la région auIIIesiècle
Les nouvelles zones passées sous le contrôle direct de Rome furent rassemblées en 198 au sein de la nouvelle province de Mésopotamie. D'ouest en est on trouvait donc la province d'Osrohène dont la capitale était Carrhes (Carrhae), le royaume d'Édesse réduit à la portion congrue autour de sa capitale, puis la province de Mésopotamie dont la capitale fut établie à Nisibe. Cette dernière province était protégée par deux légions : la Ia Parthica à Singara et la IIa Parthica à Rhesaena, le commandement de ces légions et le gouvernement de la province étant confié à des membres de l'ordre équestre. En 213, par décision de Caracalla, Édesse perdit son roi Abgar IX et ce qui lui restait d'indépendance pour devenir colonie romaine et être intégrée au nouvel ensemble provincial.

### Entre Rome et les Sassanides
L'annexion définitive d'Édesse annonçait en fait le début de la réalisation de grands projets de conquêtes par Caracalla, désireux d'envahir l'empire Parthe. Mais le roi des Parthes se dérobant à la bataille, Caracalla ne put que piller l'Adiabène restée indépendante, avant de mourir assassiné par Macrin en 217. Rome entrait dans une période de trouble politique pour quelques années. Parallèlement son ancien rival, l'empire des Arsacides était remplacé par l'empire Empire sassanide à l'organisation plus centralisée et à la politique plus agressive. C'est sans doute cela qui entraîna un renversement d'alliance notable dans la région. La puissante cité d'Hatra qui avait résisté à Septime-Sévère et était restée dans la zone d'influence parthe, passa dans l'alliance romaine avant 231. À cette date en effet la route entre le camp romain de Singara et Hatra fut bornée par l'armée romaine qui installa des fortins et des garnisons jusque vers Hatra. La garnison romaine est attestée jusque sous Gordien III. En 240 cependant Hatra fut prise et détruite par Shapur Ier et le contrôle romain remis en cause, même si Philippe l'Arabe parvint par la négociation à garder les territoires romains en 244. Dès lors la région fut constamment disputée au gré des conflits entre Romains et Sassanides. 
Au IVe siècle, la région est parfois désignée comme Assyrie par les auteurs des sources littéraires, comme Ammien Marcellin (XIV, 4, 3), qui n'ignorent cependant pas le titre officiel de Mésopotamie (XIV, VII, 21). Elle est finalement perdue pour Rome en 363, sous le règne de l'empereur Jovien, qui conclut rapidement la paix afin de pouvoir regagner rapidement Constantinople, où il devait consolider son pouvoir.